# لیژیا
لیژیا (به انگلیسی: Ligeia) نام داستان کوتاهی از ادگار آلن پو، نویسندهٔ آمریکایی است که در سبک وحشت و گوتیک عاشقانه نگاشته شده و نخستین بار در سپتامبر ۱۸۳۸ در آمریکا به چاپ رسیده‌است. این داستان زندگی مردی را بازگو می‌کند که همسری زیبا، فرهیخته و موسیاه به نام لیژیا دارد که در بستر بیماری می‌افتد و کمی پیش از مرگش شعری را با عنوان «کرم فاتح» (یکی از اشعار پو) می‌سراید که حکایت از فانی بودن انسان و اجتناب ناپذیر بودن مرگ دارد ولی درعین‌حال سخنی منسوب به جوزف گلنویل را نقل می‌کند که زندگی پایدار تنها با قدرت اراده به دست می‌آید. پس از مرگ لیژیا، راوی داستان با بانو روونا ازدواج می‌کند اما او نیز بیمار شده و می‌میرد. راوی که دچار پریشانی شده تمام شب را در کنار جسد او می‌ماند و می‌بیند که روونا به زندگی باز می‌گردد اما تبدیل به لیژیا شده‌است. از آنجا که احتمالاً راوی داستان تحت تأثیر توهمات ناشی از مصرف مواد مخدر دچار چنین تصوری شده‌است این بحث وجود دارد که شاید این داستان هجونامه‌ای باشد بر ادبیات گوتیک.
پو پس از آنکه لیژیا برای نخستین بار در مجلهٔ  دی آمریکن میوزیوم به چاپ رسید چندین بار در طول زندگیش داستان آن را تغییر داد و دوباره منتشر ساخت.

## خلاصه داستان
راوی بی‌نام داستان خصوصیات همسرش لیژیا را اینگونه توصیف می‌کند که زنی بود زیبا، پرشور، روشن‌فکر با موهای سیاه پرکلاغی و چشمانی تیره که اگر درست به خاطر بیاورد نخستین بار او را در یکی از شهرهای بزرگ قدیمی و پوسیدهٔ کنار رود راین ملاقات کرده بود. البته خیلی چیزها را هم راجع به لیژیا فراموش کرده است از جمله نام خانوادگی او را ولی زیباییش را همیشه به یاد می‌آورد راوی ادامه می‌دهد که البته آن یک زیبایی معمولی نبود. او زنی بود لاغر که غرابت عجیبی در وجودش احساس می‌شد. او تمام جزئیات صورت همسرش، از پیشانی بی‌عیب او تا دور چشم‌های الهه‌وارش را به خاطر می‌آورد. آنها با هم ازدواج می‌کنند و لیژیا شوهرش را با دانش وسیع خود در فیزیک و ریاضی و مهارتش در زبان‌های کلاسیک تحت تأثیر قرار می‌دهد؛ سپس به او می‌نمایاند که بر موضوعات ماوراءالطبیعه و «حکمت ممنوع» نیز آگاهی دارد.
پس از مدت نامعلومی لیژیا بیمار می‌شود. او سعی می‌کند با مرگ دست وپنجه نرم کند اما سرانجام می‌میرد. راوی که از مرگ همسرش بسیار دگرگون شده خانقاهی را در انگلستان می‌خرد. پس از چندی تن به ازدواجی بی‌عشق با بانو رُوونای چشم آبی و مو بور اهل ترماین می‌دهد.
اما در دومین ماه ازدواج آنها بانو روونا دچار تبی شدید همراه با اضطراب می‌شود. راوی شبی پیش از آنکه همسرش از حال برود جامی شراب برای او می‌ریزد و می‌بیند (یا بر اثر مصرف مواد مخدر چنین تصور می‌کند) که قطراتی از یک مایع درخشان و یاقوتی رنگ نیز داخل جام شراب می‌ریزد. روونا آن جام را می‌نوشد و پس از آن حالش رو به وخامت می‌گذارد. چند روز بعد روونا می‌میرد و جسدش را در کفنی پیچیده، آمادهٔ خاکسپاریش می‌کنند.
راوی تمام شب را در کنار جسد همسرش می‌ماند و متوجه می‌شود که مختصر رنگی در گونه‌های روونا دویده است. در این مدت چندین بار علایم حیات در او ظاهر می‌شود ولی باز مرگ جای آنها را می‌گیرد. راوی دست به کار عمل احیا می‌زند. علایم بازگشت به زندگی قویتر می‌شوند ولی تلاش‌های او در نهایت نتیجه‌ای ندارد. با سرزدن سپیده، راوی که خسته از تلاش‌های شبانه‌اش بی‌حرکت نشسته است می‌بیند که همسرش یک بار دیگر زنده می‌شود، اما این بار از جای خود برخاسته و به میان اتاق می‌آید. هنگامی که راوی آن پیکر را لمس می‌کند، باندهایی که سر جسد را پوشانده بودند فرو می‌افتند و خرمنی از موهای سیاه پرکلاغی و چشمان تیره رنگ نمایان می‌شوند. روونا به لیژیا تبدیل شده است.

## اقتباس‌ها
- در ۱۹۵۹ فیلمی تلویزیونی با عنوان لیژیا بر اساس داستان پو در آرژانتین ساخته شد.[۱]
- راجر کورمن آمریکایی در ۱۹۶۴ فیلمی را با عنوان گور لیژیا کارگردانی کرد که برگرفته از داستان لیژیای ادگار آلن پو بود.[۲] این فیلم همچنین آخرین اثر از مجموعه ۸ فیلمی بود که کورمن با اقتباس از آثار پو ساخته بود.[۳]
- در ۱۹۸۱ موریس رونه فیلمنامه‌نویس و کارگردان فرانسوی، فیلمی تلویزیونی را با عنوان لژیا با اقتباس از این داستان در فرانسه ساخت.[۴]
- در سال ۲۰۰۹ فیلمی با عنوام مقبره ساخته شد که فیلنامهٔ آن را جان شرلی، فیلمنامه‌نویس آمریکایی و نویسندهٔ رمان‌های علمی-تخیلی و ترسناک، بر اساس داستان لیژیای پو نوشته بود.[۵]
- در آگوست سال ۲۰۰۱مایک میگنولا نویسنده خالق پسر جهنمی مجموعه ای چهار قسمته با عنوان پسر جهنمی:کرم فاتح نوشت که در آن پسر جهنمی به اتریش سفر میکند تا جلوی یک دانشمند نازی بنام هرمن ون کلمپت را که قصد دارد موجود فضایی بنام کرم فاتح را به زمین بیاورد را بگیرد{5}